# Dieter K. E. Walter
Dieter Walter (* 1950 in Iserlohn) ist ein deutscher Schriftsteller, der auch unter dem Pseudonym Viktor Glass schreibt.

## Werdegang

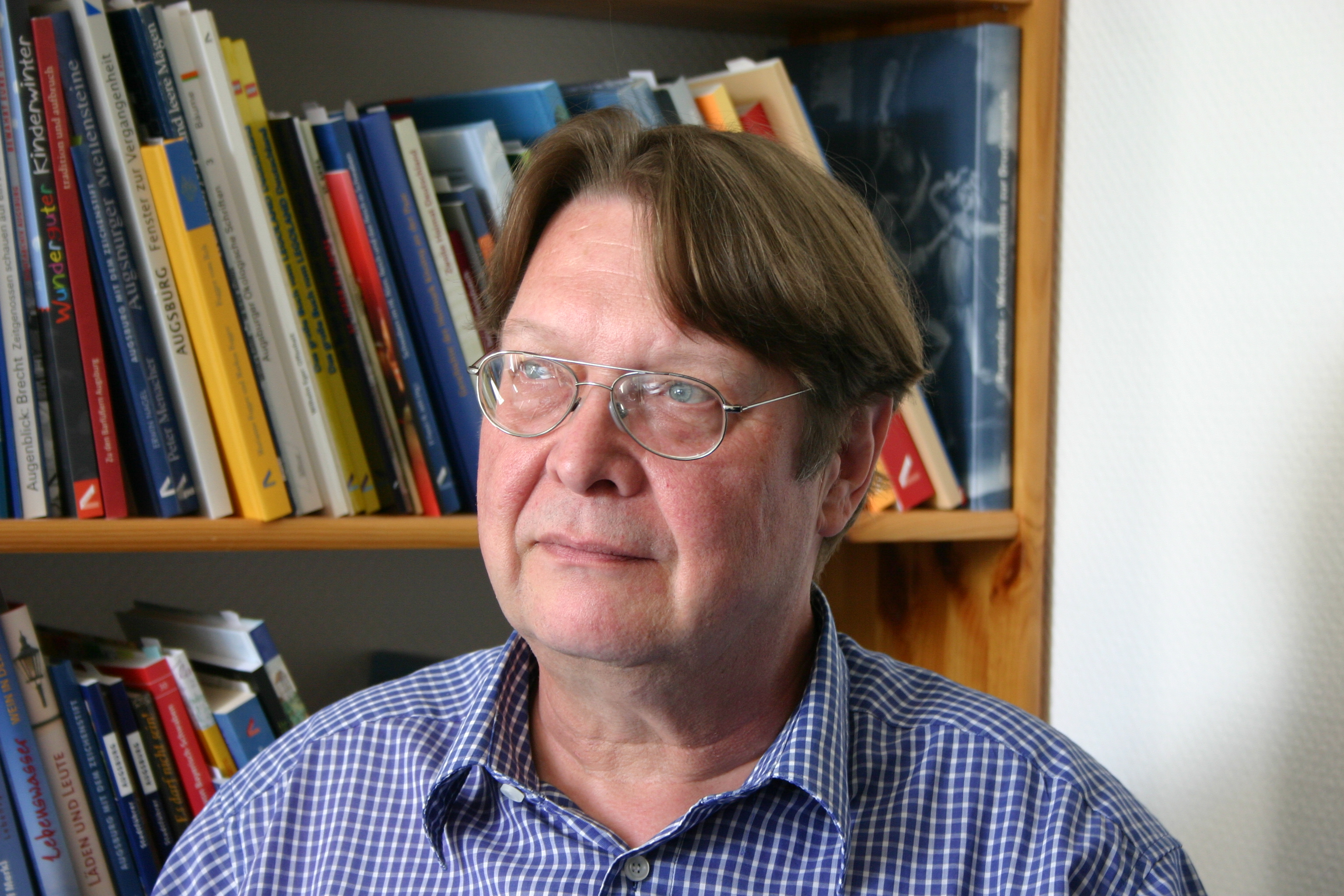
Dieter Walter

Walter legte das Abitur in Hattingen/Ruhr ab. Anschließend studierte er Pädagogik, Publizistik und Sinologie an der Ruhr-Universität in Bochum. Er besuchte die Fachhochschule für kommunale Verwaltung, danach arbeitete er fünf Jahre im Kulturamt der Stadt Bochum.
Seit 1980 ist er freiberuflicher Autor, Übersetzer und Journalist. Er verfasste in den 1990er Jahren Reiseführer, überwiegend über Australien. 1997 siedelte er nach Weilheim in Oberbayern über und später nach Augsburg. Ab 1998 war er Ghostwriter für Biografien. Nach einem Drehbuchseminar im Studio Hamburg (bei Gyula Trebitsch, Michael Ballhaus und Hans W. Geißendörfer) und Seminaren an der Frankfurter Buchhändlerschule war er drei Jahre nebenberuflich für einen Verlag bei der Herausgabe von Reiseführern tätig. Er bildete sich in den Bereichen Recherche und Coaching journalistisch weiter. 
Walter ist seit 1975 Mitglied im Verband deutscher Schriftsteller (VDS).
2008 wurde er Vorsitzender des Verbandes deutscher Schriftsteller in Allgäu-Schwaben.

## Einzelveröffentlichungen
- Bruchstücke von Sonja und anderen. Prosa-Stücke. Birkenau: Emig 1973
- Mordfall Lady Pettycoat. Trier: Edition Trèves 1976
- Komm in meinen Fleischwolf, Liebste. Stories. Göppingen: Trans Kalo 1977.
- Tasmanien, Australiens grünes Paradies. Berlin, Schenk 1991 [Ü., mit S. Farrell Odgers]
- Australiens unbekannter Westen. Reiseführer durch den Bundesstaat Westaustralien. Ebd. 1992 [mit M. Fülles]
- Australiens Outback. Auf den Spuren der Pioniere mit dem eigenen Fahrzeug. Ebd. 1993 [mit R. Schenk].
- Australiens Metropolen. Sydney/Canberra. Ebd. 1993
- Australiens Metropolen. Melbourne/Hobart. Ebd. 1994.
- Hagen erwandern. Hagen/Westf.: Verlag Erich Walter 1995 (Eigen-Verlag)
- Das Mädchen mit dem Reif. Erzählung. Weilheim/Obb.: Verlag Erich Walter(Eigen-Verlag) 1998.
- Wie kommt die Wienerin aufs Gleis? Bahnhofs-Erzählungen. Ahlhorn: Geest-Verlag 2001 [mit M. Dosch u. C. Hoffmann].
- Im Tal des weißen Tigers. Roman. Moments / Area-Verlag 2004 (Ps. D.D. Camberley. TB 2006 im Ullstein-Verlag), ISBN 978-3-548-26338-0
- Frösche, Fliegen, Flaschenpost. Erzählungen, München 2008

als Viktor Glass
- Diesel. Rotbuch 2008 (Taschenbuch bei Heyne 2009) ISBN 978-3867890304
- Goethes Hinrichtung. Rotbuch 2009 (Übersetzung ins Türkische: Everest 2012) ISBN 978-3-86789-058-8
- Das Attentat des Herrn Hauber. (mit Heinz Keller, Rotbuch 2011) ISBN 978-3867891356
- Trockeneis (Kriminalroman, Wißner, 2012) ISBN 978-3-89639-783-6
- Schüssler und die verschwundenen Mädchen, (Pendragon, 2018), ISBN 978-3-86532-609-6

## Nachschlagewerke
- Literatur-Atlas NRW 1992
- Kürschners Deutscher Literatur-Kalender 1978 ff
- Westfälisches Autorenlexikon 1900 bis 1950, Schöningh, Paderborn 2002

## Sekundärliteratur
- Groschenromane in A.J. Weigoni: Kollegengespräche. Düsseldorf 1999 darin der Beitrag: „Groschenromane“. (Buch, CD und Internetseite)